# Andrej-Hlinka-Orden

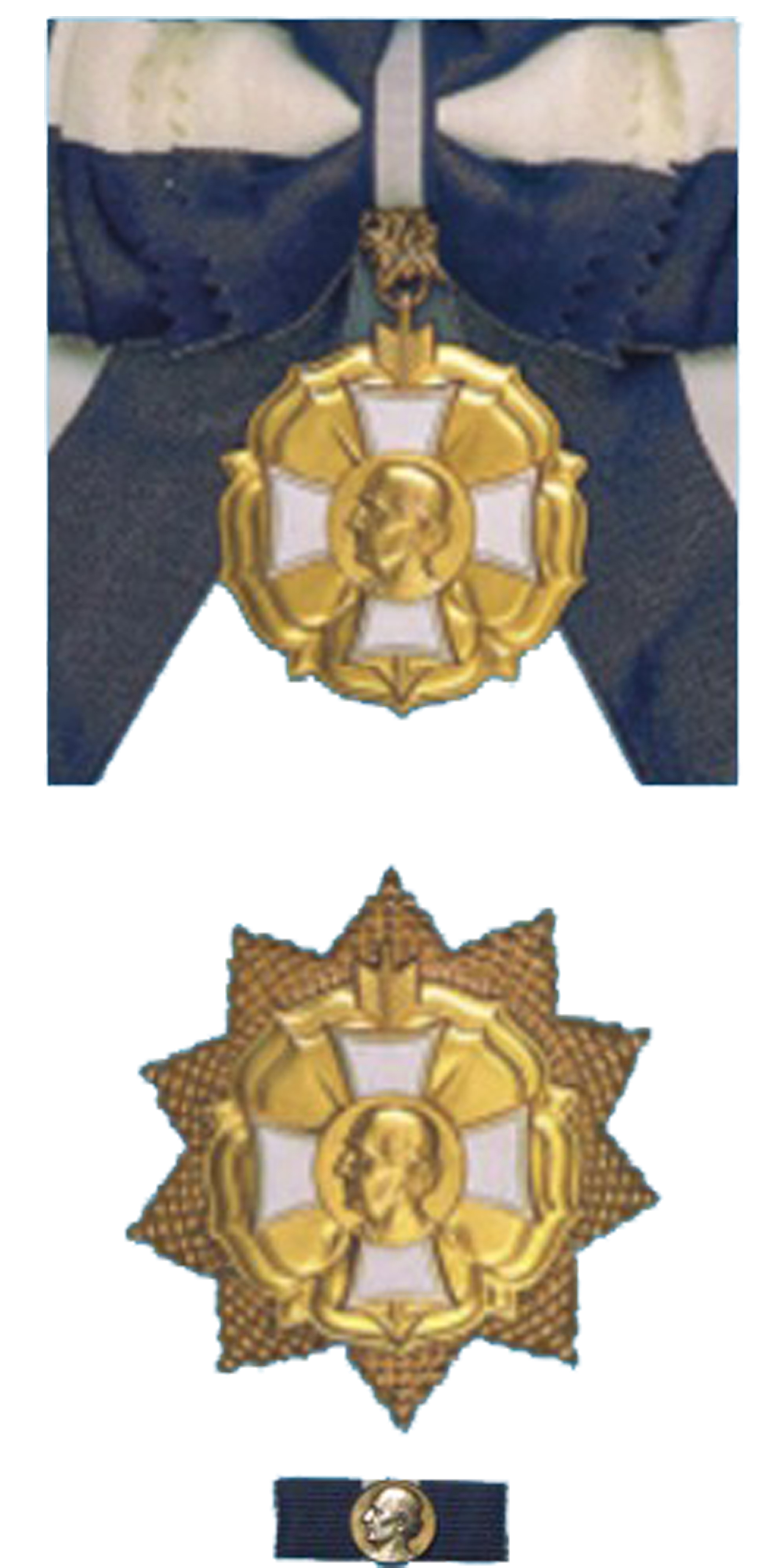
1. Klasse des Ordens

Der Andrej-Hlinka-Orden (slowakisch Rad Andreja Hlinku) ist ein Orden der slowakischen Republik, der 1994 gestiftet und nach dem Priester Andrej Hlinka, einer umstrittenen Figur der slowakischen Unabhängigkeitsbewegung, benannt wurde. Der Orden sollte ursprünglich nur bis ins Jahr 2003 verliehen werden.
Mit dem Orden sollen Personen ausgezeichnet werden, die einen „wichtigen Beitrag zum Aufbau der unabhängigen Slowakei“ geleistet haben. Der Orden wird vom Präsidenten der Slowakei verliehen.